# 다르바자
다르바자(Darvaza, 투르크멘어: Derweze, "관문"이라는 뜻)는 투르크메니스탄 아할 주에 위치한 마을로, 카라쿰 사막 중부에 위치하며 아시가바트(투르크메니스탄의 수도)에서 북쪽으로 260km 정도 떨어진 곳에 위치한다. 인구는 350명이며 테케족(Teke)에 속하는 투르크멘인이 다수를 차지한다.

## 지옥으로 가는 문

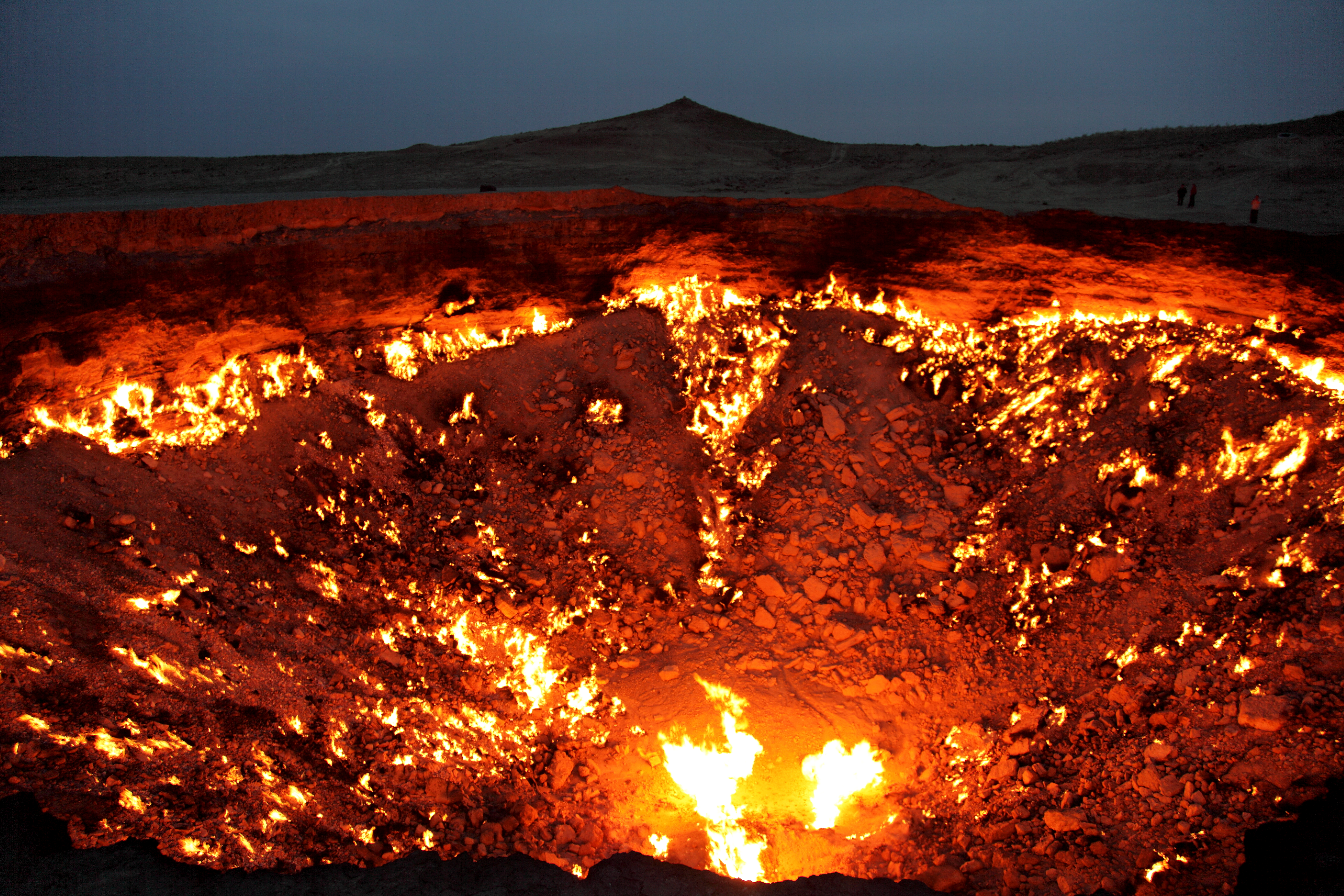
지옥으로 가는 문

이 곳 부근은 천연 가스 매장량이 풍부한 것으로 알려져 있다. 1971년 소련의 지질학자가 이 곳에 매장되어 있는 지하 자원을 연구하던 도중에 천연 가스가 풍부한 동굴을 우연히 발견했는데 굴착기로 동굴을 뚫다가 추락하는 사고를 당했다. 이 사고로 지름이 약 50~100m 정도로 추정되는 구멍이 생겼으며 유독 가스가 발생하는 것을 막기 위해 구멍에 불을 붙였다. 이 구멍은 지금도 계속 불타고 있으며 현지인들은 이 곳을 "지옥으로 가는 문"이라고 부른다.
- 위치: 북위 40° 15′ 8″ 동경 58° 26′ 23″ / 북위 40.25222°  동경 58.43972°

## 같이 보기
- 지옥으로 가는 문
- 루시 진흙 화산